# Litoria perimetri
Litoria perimetri är en groddjursart som först beskrevs av Richard G. Zweifel 1958.  Litoria perimetri ingår i släktet Litoria och familjen lövgrodor. IUCN kategoriserar arten globalt som livskraftig. Inga underarter finns listade i Catalogue of Life.